# 페르디난트 폰 시라흐
페르디난트 폰 시라흐(독일어: Ferdinand von Schirach, 1964년 5월 12일 ~ )는 독일의 변호사이자 작가이다. 그는 45세의 나이에 첫 단편 소설을 출판했다. 얼마 지나지 않아 그는 독일에서 가장 성공적인 작가 중 한 명이 되었다. 35개 이상의 언어로 번역된 그의 책들은 전 세계적으로 수백만 부가 팔렸고 그를 "국제적으로 유명한 독일 문학의 스타"로 만들었다.

## 생애와 경력
폰 시라흐는 뮌헨에서 태어났다. 소르브인 출신으로, 뮌헨의 사업가 로베르트 폰 시라흐(1938–1980)와 그의 아내 엘케(1942년생 또는 1943년생)의 아들이며, 국가사회주의 청년 지도자 발두어 폰 시라흐의 손자이며, 히틀러의 공식 사진작가 하인리히 호프만의 외증손자이다. 그의 증조할머니는 미국 독립 선언의 두 서명자의 후손이며, 미국 건국의 아버지와 메이플라워 순례자의 후손이다.
그는 뮌헨과 트로싱겐에서 자랐고 예수회 대학 콜레그 상트페테르부르크에서 교육을 받았다. 그가 슈피겔 가톨릭 교회의 성희롱과 관련하여 쓴 블라시엔이 있다. 본과 쾰른, 베를린에서 공부한 후, 1994년에 형법 전문 변호사가 되었다. 폰 시라흐는 BND 스파이 노르베르트 쥐레츠코와 귄터 샤보스키를 대표하는 저명한 변호사로 여겨진다. 그는 독일 연방 정보국 분데스나흐리히텐디엔스트에 대한 고발이 제기된 리히텐슈타인 조세 사건과 관련하여 관심을 끌었으며, 배우 클라우스 킨스키의 가족을 대신하여 베를린 자료 보호 기관에 항의했다. 시라흐는 형법 분야에서만 활동하고 있다.
2009년 8월, 시라흐는 출판사 파이퍼 페를라그와 함께 범죄라는 책을 출간했다. 이 책은 54주 동안 슈피겔의 베스트셀러 목록에 남아 있었다. 그 이야기 모음집은 그의 방에서 나온 사례들을 바탕으로 한다. 이 책의 판권은 30개국 이상에서 팔렸다.
2010년 8월, 그의 두 번째 책인 죄책감은 파이퍼 페를라그와 함께 다시 등장했고, 다시 한번 폰 시라흐의 변호사로서의 일상적인 경험을 그린 단편 소설을 포함한다.
2011년 9월, 파이퍼 페를라그는 슈피겔의 베스트셀러 목록에서 2위를 차지한 시라흐의 세 번째 책인 콜리니 사건을 출판했다. 그 책은 시라흐의 할아버지를 바탕으로 한 인물을 특징으로 한다. 그것은 이탈리아에서 나치 장교였던 사업가 한스 마이어의 살해에 관한 이야기이다.  이 책은 논란의 여지가 있지만, 제2차 세계 대전 이후 독일의 사법 제도가 이전 나치를 다루는 지나치게 온화한 방식을 다루고 있다. 2019년에 영화로 각색되었다.
그는 이후 카를 토어버그스 바이나흐텐, 두 번째 소설 타부, 슈피겔에게 쓴 수필집 《그곳에 없었던 소녀》, 세 편의 단편 소설집 《칼 토어버그의 크리스마스》를 출간했다, 독일 헌법의 첫 문장을 암시함)과 극장 연극 테러. 이 연극은 축구 경기장에 추락하려던 납치된 민간 비행기를 격추시킨 후 대량 살인 혐의로 기소된 공군 조종사의 법정 재판을 무대로 한다. 관객들은 배심원 역할을 하게 되고, 연극의 마지막에 있는 선고가 기반이 되는 평결에 투표하게 된다.
2018년, 그는 처벌이라는 제목의 12개의 단편 소설 모음집을 출판했다. 독일 펑크 쿨투르와의 인터뷰에서 설명한 바와 같이, 스트라페는 베르브레헨과 슐트와 함께 시작한 3부작을 완성한다. 각 권은 형사 법정에서 기소의 심사 명령에 해당한다.